# Carlos Durán Cartín
Pour les articles homonymes, voir Duran.
Carlos Durán Cartín (né le 12 novembre 1852 à San José et mort le 23 novembre 1924 dans la même ville) est un médecin et homme politique costaricain ayant servi comme président par intérim du Costa Rica pendant six mois, en sa qualité de troisième vice-président, soit précisément du 7 novembre 1889 au 8 mai 1890.

## Vie personnelle
Carlos Durán Cartín nait à San José, la capitale du Costa Rica, le 12 novembre 1852. Fils de José Durán Santillana et Ramona Cartín Mora, il marie Dolores Quirós Morales, fille de José Antonio Quirós y Blanco et Juana Morales y Valverde. Il meurt à San José le 23 novembre 1924.

## Vie professionnelle
Après avoir entamé des études en médecine à Paris, Cartín obtient un doctorat en médecine qu'il obtient en Grande-Bretagne en 1874. Il est renommé pour son activité et ses contributions pour son travail à l'Hôpital San Juan de Dios. Il est le fondateur de l'Hospice de Locos (aujourd'hui connu sous le nom l'Hôpital neuropsychiatrique de Chapati) et de l'École d'infirmerie du Costa Rica.

## Président par intérim
En 1886, le Congreso Constitucional élit Carlos Durán Cartín comme troisième vice-président de la République. Ainsi, le 7 novembre 1889, le président Bernardo Soto Alfaro lui demande d'exercer le pouvoir par intérim, pour des raisons politiques. Soto ne démissionne pas officiellement de son poste et reste donc le président du Costa Rica jusqu'au terme de son mandat, le 8 mai 1890. Si Soto avait démissionné, Apolinar de Jesús Soto Quesada serait devenu président, du fait qu'il était vice-président. La loi sur la construction du Théâtre national du Costa Rica est promulguée sous la présidence intérimaire de Cartín. Son principal collaborateur est Ricardo Jiménez Oreamuno.

## Activités ultérieures
Il est candidat à la Présidence de la République pour le Parti d'union nationale aux élections de décembre 1913 et participe au comité de rédaction de la Constitution de 1917.